# Haasenmühle 8

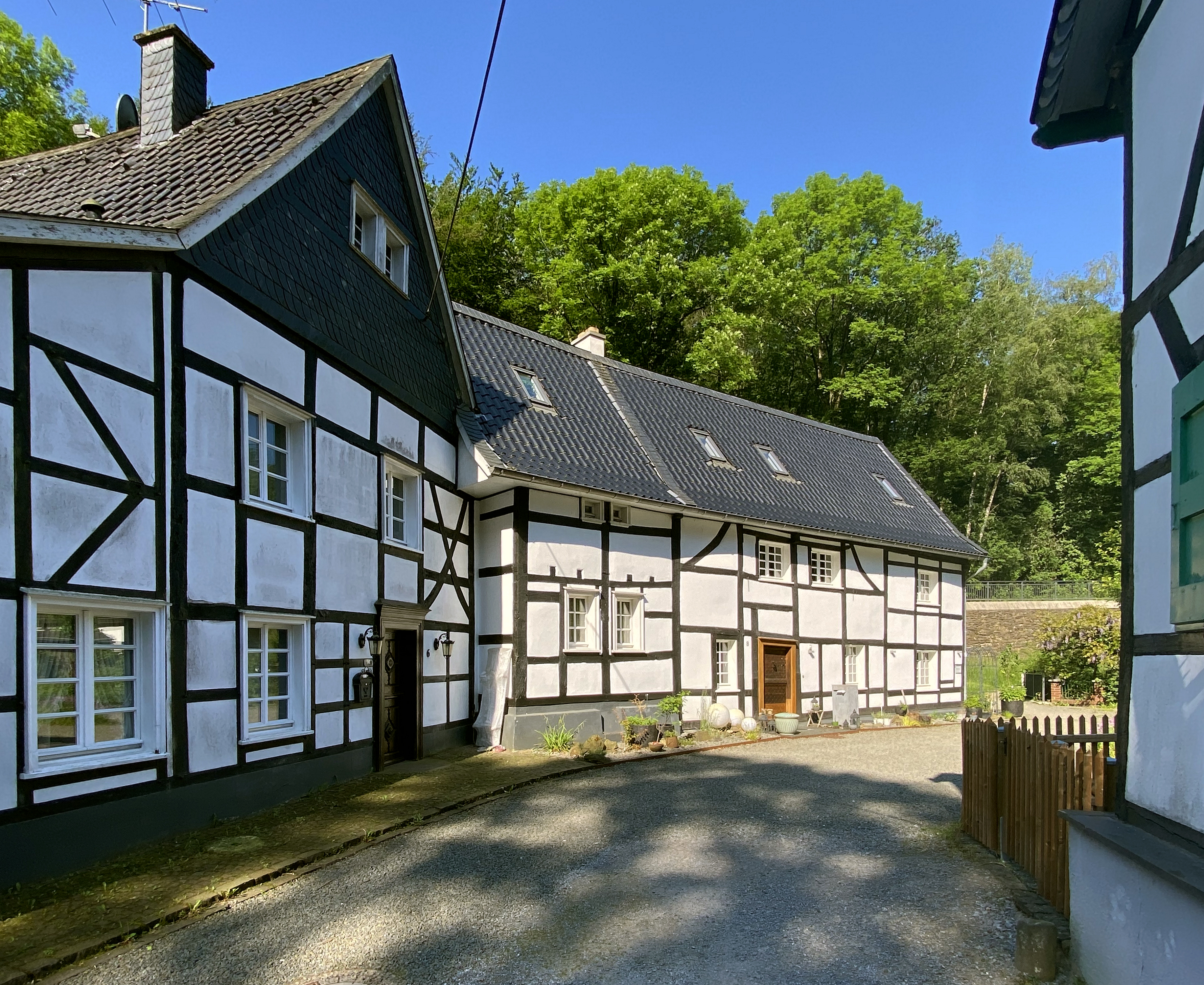
Haasenmühle 8 (rechts)

Das Gebäude Haasenmühle 8 ist ein historisches Fachwerkhaus in der bergischen Großstadt Solingen. Als Haupthaus der Hofschaft Haasenmühle weist es eine jahrhundertelange Geschichte auf und wurde mehrfach durch Überschwemmungen des nahen Nacker Bachs beschädigt.

## Geschichte
Die Hofschaft Haasenmühle, an deren westlichem Rand sich das große Fachwerkhaus befindet, ist seit dem 15. Jahrhundert nachgewiesen. Das Gebäude Haasenmühle 8 gehörte mit dem Nebengebäude Haasenmühle 6 zum Haupthaus des bäuerlichen Hofs. Als Bauzeit des Ensembles wird das 17. Jahrhundert angegeben. 1851 gelangte das Gut in den Besitz von Johann Wilhelm Rüttgers, dessen Nachfahren die beiden Gebäude Haasenmühle 6 und 8 bis heute besitzen.
Am 20. April 1994 wurde es als Baudenkmal unter der laufenden Nummer 940 in die Solinger Denkmalliste eingetragen.
Ab 2008 stand das Gebäude leer, 2010 setzte ein Hochwasser dem Gebäude zu. Ab 2013 wurde es gefördert durch Mittel der Deutschen Stiftung Denkmalschutz durch die jetzigen Eigentümer Benedikt Wiemer und Sarah Wiemer-Mattheus saniert. Weitere Hochwasser 2018 und 2021 machten teilweise einen Neubeginn der Sanierungsarbeiten nötig. Für die Bemühungen um den Erhalt des Gebäudes trotz der wiederholten Rückschläge erhielten die Eigentümer den Denkmalschutzpreis 2020 des Bergischen Geschichtsvereins, Abteilung Solingen e. V. verliehen.

## Architektur

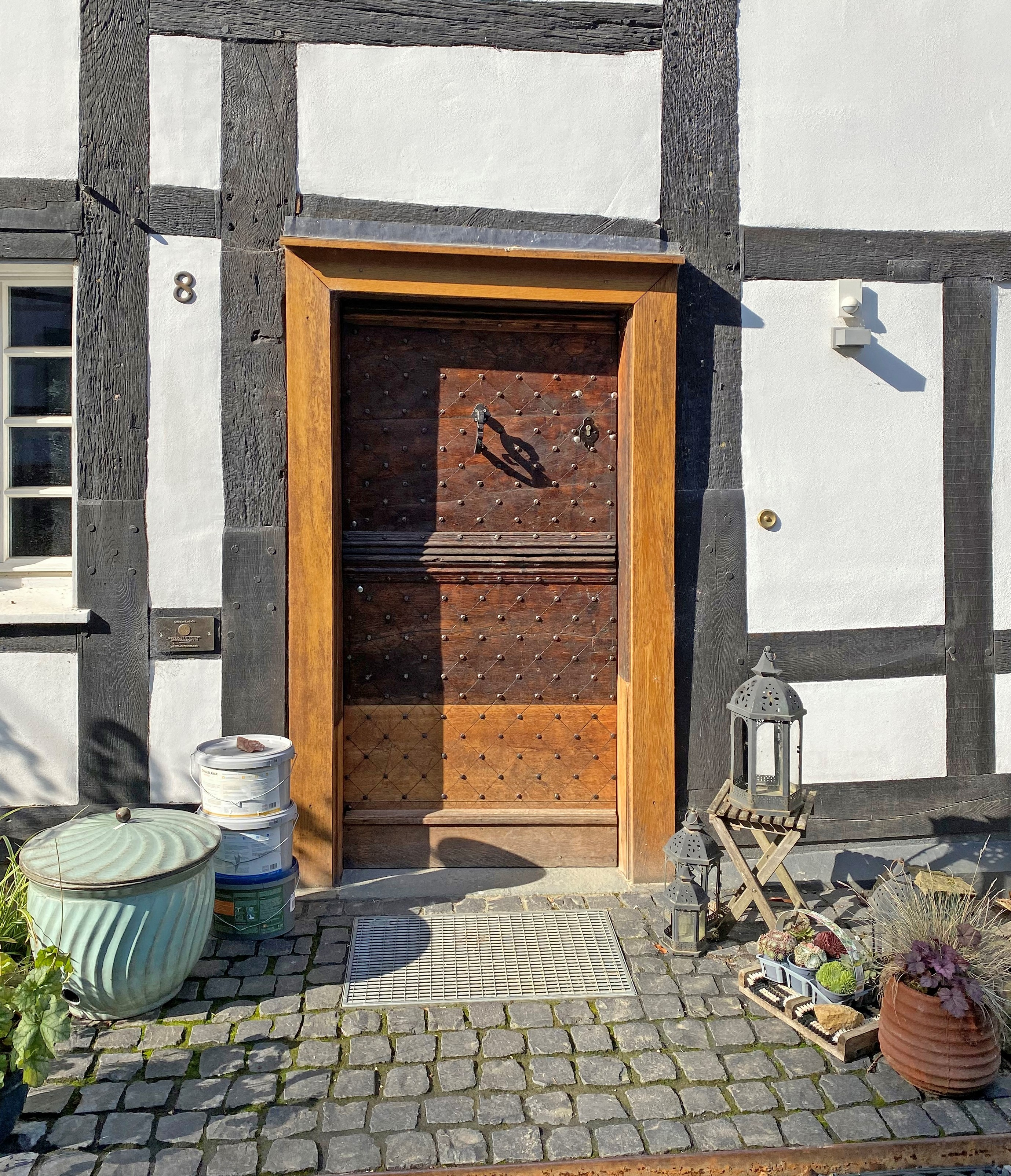
Klöntür aus Eiche aus der Erbauungszeit

Das Fachwerkhaus Haasenmühle 8 aus dem 17. Jahrhundert zählt zu den ältesten Gebäuden der Hofschaft und wurde vermutlich in zwei Bauphasen errichtet. Das zweigeschossige, traufenständige Gebäude mit Putzsockel und Satteldach wurde in Ständerbauweise errichtet und weist charakteristische Elemente wie geschwungenen Streben im Obergeschoss auf. Nach Osten wurde das giebelständige Gebäude Haasenmühle 6 angebaut. Besonders hervorzuheben ist die historische Klöntür aus der Erbauungszeit, die bis heute die Eingangstür bildet. Eine ursprünglich vorhandene Tür auf der Rückseite des Hauses, die später verschlossen wurde, wurde wiederhergestellt.